# 34-й армійський корпус (Третій Рейх)
XXXIV-й (34-й) армі́йський ко́рпус (нім. XXXIV. Armeekorps) — армійський корпус Вермахту за часів Другої світової війни.

## Історія
XXXIV-й армійський корпус був сформований 13 листопада 1944 на основі формувань, що були в складі Армійської групи «Сербія».

## Райони бойових дій
- Балкани (січень 1943 — травень 1945).

## Командування

### Командири
- генерал від інфантерії Фрідріх-Вільгельм Мюллер (нім. Friedrich-Wilhelm Müller) (13 листопада — 8 грудня 1944);
- генерал авіації Гельмут Фельмі (нім. Hellmuth Felmy) (8 грудня 1944 — 8 травня 1945).

## Бойовий склад 34-го армійського корпусу
Формування управління, забезпечення та підтримки
- 434-й корпусний батальйон зв'язку (Korps-Nachrichten-Abteilung 434).

- 7-ма добровольча гірська дивізія СС «Принц Ойген» (7. SS-Gebirgs-Division "Prinz Eugen");
- 104-та єгерська дивізія (104. Jäger-Division);
- 11-та авіапольова дивізія (11. Luftwaffen-Feld-Division).

- 7-ма добровольча гірська дивізія СС «Принц Ойген»;
- Полкова група СС «Скандербер» (SS-Regimentsgruppe “Skanderbeg”);
- 117-та єгерська дивізія (117. Jäger-Division);
- 264-та піхотна дивізія (264. Infanterie-Division);
- 1-ша гірсько-піхотна дивізія (1. Gebirgs-Division);
- 11-та авіапольова дивізія.

- 7-ма добровольча гірська дивізія СС «Принц Ойген»;
- 117-та єгерська дивізія;
- 41-ша піхотна дивізія (41. Infanterie-Division);
- 11-та авіапольова дивізія;
- Дивізія особливого призначення «Фішер» (Division z.b.V. Fischer).

- 7-ма добровольча гірська дивізія СС «Принц Ойген»;
- 117-та єгерська дивізія;
- 41-ша піхотна дивізія;
- 1-ша гірсько-піхотна дивізія;
- 11-та авіапольова дивізія;
- Дивізія особливого призначення «Фішер» (Division z.b.V. Fischer).

- 7-ма добровольча гірська дивізія СС «Принц Ойген»;
- 22-га піхотна дивізія (22. Infanterie-Division);
- 117-та єгерська дивізія;
- 41-ша піхотна дивізія.

- 7-ма добровольча гірська дивізія СС «Принц Ойген»;
- 22-га фольксгренадерська дивізія (22. Volks-Grenadier-Division);
- 41-ша піхотна дивізія.